# Arroyo Sagredo
El arroyo Sagredo es un curso de agua ubicado en la provincia de Misiones, Argentina que desagua en el río Uruguay.
El mismo nace cerca de la localidad de Juan Gabúr o Kilómetro 8, en el departamento de Oberá y que con rumbo sureste se dirige hasta desembocar en el río Uruguay aguas arriba de la ciudad de Panambí.
- Datos: Q5705876